# 陳于階 (萬曆進士)
陳于階（1541年—？），字子陞，號和斋，直隸廣平府曲周縣人，民籍，明朝政治人物。

## 生平
萬曆元年（1573年）癸酉科順天府鄉試第六十三名，萬曆二年（1574年）甲戌科會試第二百七十七名，登三甲第一百七十九名進士。三年八月授桐城县知县，擢升户部主事。累官河南司署郎中事主事，萬曆十五年（1587年）十月奉命陕西赈济，累升户部郎中，万历十六年十月升为山西副使、怀隆兵备道。

## 家族
曾祖陳宣，曾任壽官；祖父陳思孝；父亲陳善禮，贈尚寶司司丞，加贈太常寺少卿。母張氏（封太安人 加封太恭人）。慈侍下。兄陈于陛，太常寺少卿。